# Silke Hörmann
Silke Hörmann, född den 26 januari 1986 i Karlsruhe, Västtyskland, är en tysk kanotist.
Hon tog bland annat VM-silver i K-4 500 meter i samband med sprintvärldsmästerskapen i kanotsport 2011 i Szeged.